# Emerson (Georgia)
Emerson – miasto w Stanach Zjednoczonych, w stanie Georgia, w hrabstwie Bartow.